# Schönermark
Schönermark är en kommun och ort i Landkreis Oberhavel i förbundslandet Brandenburg i Tyskland. 
Kommunen ingår i kommunalförbundet Amt Gransee und Gemeinden.